# Gamasomorpha
Gamasomorpha är ett släkte av spindlar. Gamasomorpha ingår i familjen dansspindlar.

## Dottertaxa tillGamasomorpha, i alfabetisk ordning[1]
- Gamasomorpha anhuiensis
- Gamasomorpha arabica
- Gamasomorpha austera
- Gamasomorpha australis
- Gamasomorpha barbifera
- Gamasomorpha bipeltis
- Gamasomorpha brasiliana
- Gamasomorpha camelina
- Gamasomorpha cataphracta
- Gamasomorpha clarki
- Gamasomorpha clypeolaria
- Gamasomorpha deksam
- Gamasomorpha gershomi
- Gamasomorpha humicola
- Gamasomorpha humilis
- Gamasomorpha inclusa
- Gamasomorpha insularis
- Gamasomorpha jeanneli
- Gamasomorpha kabulensis
- Gamasomorpha kraepelini
- Gamasomorpha kusumii
- Gamasomorpha lalana
- Gamasomorpha linzhiensis
- Gamasomorpha longisetosa
- Gamasomorpha lucida
- Gamasomorpha lutzi
- Gamasomorpha margaritae
- Gamasomorpha maschwitzi
- Gamasomorpha microps
- Gamasomorpha minima
- Gamasomorpha mornensis
- Gamasomorpha m-scripta
- Gamasomorpha nigrilineata
- Gamasomorpha nigripalpis
- Gamasomorpha nitida
- Gamasomorpha parmata
- Gamasomorpha patquiana
- Gamasomorpha perplexa
- Gamasomorpha plana
- Gamasomorpha platensis
- Gamasomorpha porcina
- Gamasomorpha psyllodes
- Gamasomorpha puberula
- Gamasomorpha pusilla
- Gamasomorpha rufa
- Gamasomorpha sculptilis
- Gamasomorpha semitecta
- Gamasomorpha servula
- Gamasomorpha seximpressa
- Gamasomorpha silvestris
- Gamasomorpha simplex
- Gamasomorpha subclathrata
- Gamasomorpha taprobanica
- Gamasomorpha testudinella
- Gamasomorpha tovarensis
- Gamasomorpha wasmanniae
- Gamasomorpha vianai